# Veena Das
Veena Das, FBA (Lahore, 1945) é professora de Antropologia da Krieger-Eisehower na Universidade Johns Hopkins . Suas áreas de especialização teórica incluem a antropologia da violência, o sofrimento social, e o Estado. Das recebeu vários prêmios internacionais, incluindo a Medalha de Ouro Ander Retzius, proferiu a prestigiosa Palestra Lewis Henry Morgan e foi nomeada membra honorária estrangeira da Academia Americana de Artes e Ciências.

## Vida
Das estudou no Indraprastha College for Women e na Delhi School of Economics da Universidade de Delhi e lecionou lá de 1967 a 2000. Ela completou seu doutorado em 1970 sob a supervisão de M. N. Srinivas da Delhi School of Economics. Ela foi professora de antropologia na New School for Social Research de 1997 a 2000, antes de se mudar para a Universidade Johns Hopkins, onde atuou como presidente do Departamento de Antropologia entre 2001 e 2008.

## Realizações
Seu primeiro livro Structure and Cognition: Aspects of Hindu Caste and Ritual trouxe as práticas textuais dos séculos XIII ao XVII em relação à auto-representação de grupos de castas em foco. Sua identificação da estrutura do pensamento hindu em termos da divisão tripartite entre sacerdócio, parentesco e renúncia provou ser uma interpretação estruturalista extremamente importante dos pólos importantes dentro dos quais as inovações e reivindicações de novos status por grupos de castas ocorreram.
Em Life and Words: Violence and the Descent into the Ordinary, como o título indica, Das vê a violência não como uma interrupção da vida comum, mas como algo que está implicado no comum. O filósofo Stanley Cavell escreveu um memorável prefácio ao livro no qual diz que uma forma de lê-lo é como um companheiro das Investigações Filosóficas de Wittgenstein . Um dos capítulos do livro trata da situação das mulheres raptadas no período pós-independência e tem despertado o interesse de vários historiadores do direito. Life and Words é fortemente influenciado por Wittgenstein e Stanley Cavell, mas também lida com momentos particulares da história, como a Partição da Índia e o assassinato de Indira Gandhi em 1984. O livro "narra as vidas de pessoas e comunidades particulares que estiveram profundamente enraizadas nesses eventos e descreve a maneira como o evento se liga com seus tentáculos à vida cotidiana e se dobra nos recessos do comum".
Desde os anos 1980, ela se dedicou ao estudo da violência e do sofrimento social. Seu livro Mirrors of Violence: Communities, Riots and Survivors in South Asia, publicado pela Oxford University Press em 1990, foi um dos primeiros a trazer questões de violência dentro da antropologia do sul da Ásia. Uma trilogia sobre esses assuntos que ela editou com Arthur Kleinman e outros no final dos anos 1990 e início dos 2000 deu uma nova direção a esses campos. Os volumes são intitulados Social Suffering; Violence and Subjectivity e Remaking a World.

## Prêmios
Das recebeu a Medalha de Ouro Anders Retzius da Sociedade Sueca de Antropologia e Geografia em 1995, e um doutorado honorário da Universidade de Chicago em 2000. Ela é membra honorária estrangeira da Academia Americana de Artes e Ciências e da Academia de Ciências do Terceiro Mundo . Em 2007, Das proferiu a Palestra Lewis Henry Morgan na Universidade de Rochester, considerado por muitos como a mais importante série de palestras anuais no campo da Antropologia. Prof. Das foi eleita associada da British Academy em 2019.

## Escritos

#### Livros  publicados em português
- Vida e Palavras. A Violência e sua Descida ao Ordinário. São Paulo: Editora da Unifesp, 2020. ISBN 9786556320168

#### Artigos publicados em português
- Duas tranças e um passo no mundo: uma infância rememorada. Sociologia e Antropologia, v. 11, n.3, 2021.
- Encarando a Covid-19: Meu lugar sem esperança ou desespero. Dilemas: Revista de Estudos de Conflito e Controle Social – Reflexões na Pandemia, Texto 26. pp. 01-08, 2020.

- Corrupção e possibilidade da vida. Repocs, v. 14, n. 27:131-148, 2017.
- O ato de testemunhar: violência, gênero e subjetividade. Cadernos Pagu, v. 37, p. 9-41, jul-dez de 2011
- Violência e Tradução. Revista Brasileira de Sociologia da Emoção, v. 6, n. 18, p. 623-636, 2007.
- Fronteiras, violência e o trabalho do tempo: alguns temas wittgensteinianos. Revista Brasileira de Ciências Sociais, v. 14, n. 40, p. 31-42, 1999.

Entrevistas
- Antropologia, desejo e texturas da vida: uma entrevista com Veena Das. EXILIUM Revista de Estudos da Contemporaneidade, v. 3, n. 5, p. 21–68, 2022.